# Exorista buccalis
Exorista buccalis är en tvåvingeart som beskrevs av Louis-Paul Mesnil 1940. Exorista buccalis ingår i släktet Exorista och familjen parasitflugor.
Artens utbredningsområde är Madagaskar. Inga underarter finns listade i Catalogue of Life.